# Area Zero Pro Team/Saison 2014
Dieser Artikel listet Erfolge und Fahrer des Radsportteams Area Zero Pro Team in der Saison 2014 auf.

## Erfolge in der UCI Europe Tour
In der Saison 2014 gelangen dem Team nachstehende Erfolge in der UCI Europe Tour.
| Datum   | Rennen                | Kat. | Fahrer           |
| ------- | --------------------- | ---- | ---------------- |
| 1. Juni | Grand Prix Südkärnten | 1.2  | Andrea Pasqualon |

## Erfolge in der UCI America Tour
In der Saison 2014 gelangen dem Team nachstehende Erfolge in der UCI America Tour.
| Datum      | Rennen                      | Kat. | Fahrer           |
| ---------- | --------------------------- | ---- | ---------------- |
| 13. August | 7. Etappe Vuelta a Colombia | 2.2  | Andrea Pasqualon |

## Mannschaft
| Name              | Geburtstag        | Nationalität | Team 2013 |
| ----------------- | ----------------- | ------------ | --------- |
| Giovanni Carboni  | 31. August 1995   | Italien      |           |
| Fabio Chinello    | 2. Februar 1989   | Italien      |           |
| Paolo Ciavatta    | 6. November 1984  | Italien      |           |
| Massimo Codol     | 27. Februar 1973  | Italien      |           |
| Silvio Giorni     | 19. Februar 1992  | Italien      |           |
| Gianluca Leonardi | 14. November 1989 | Italien      |           |
| Gianluca Mengardo | 20. März 1991     | Italien      |           |
| Andrea Pasqualon  | 2. Januar 1988    | Italien      |           |
| Charly Petelin    | 18. März 1994     | Italien      |           |
| Simone Petilli    | 4. Mai 1993       | Italien      |           |
| Marco Tecchio     | 31. August 1994   | Italien      |           |
| Stefano Tonin     | 13. Dezember 1992 | Italien      |           |